# Canariella giustii
Canariella giustii е вид охлюв от семейство Hygromiidae. Видът не е застрашен от изчезване.

## Разпространение и местообитание
Разпространен е в Испания (Канарски острови).
Обитава гористи местности, планини, възвишения и храсталаци.